# Giải Charles Léopold Mayer
Giải Charles Léopold Mayer (tiếng Pháp: Prix Charles-Léopold Mayer) là một giải thưởng của Viện Hàn lâm Khoa học Pháp thuộc Institut de France.
Giải được đặt theo tên nhà khoa học Pháp gốc Ireland Charles Léopold Mayer (1881 – 1971) , và được trao hàng năm cho các nhà nghiên cứu có những thành tựu xuất sắc trong lãnh vực sinh học tế bào, sinh học phân tử và bộ gen.
Giải này được trao cho các nhà khoa học thuộc mọi quốc gia, tuy nhiên không trao cho những người cùng một quốc gia trong 2 năm liên tiếp, và cũng không trao cho những nhà nghiên cứu trên 65 tuổi.
Đã có 14 nhà khoa học trong số những người được trao giải này, sau đó đã đoạt Giải Nobel Sinh lý và Y khoa hoặc Giải Nobel Hóa học.

## Những người đoạt giải
- 2014 C. David Allis
- 2013 Vincent Colot[2]
- 2012 Lyndon Emsley
- 2011 Jean-Marc Reichhart
- 2010 Robert Tjian
- 2009 Marie-France Carlier-Pantaloni
- 2008 Adrian Bird
- 2007 Éric Westhof
- 2006 Bruce Alan Beutler (Giải Nobel Sinh lý và Y khoa 2011)
- 2005 Jean Dénarié
- 2004 Denis Duboule
- 2003 Paolo Sassone-Corsi
- 2002 Roger Kornberg (Giải Nobel Hóa học 2006)
- 2001 Joël Bockaert
- 2000 H. Robert Horvitz (Giải Nobel Sinh lý và Y khoa 2002)
- 1999 Christine Petit
- 1998 Elizabeth H. Blackburn (Giải Nobel Sinh lý và Y khoa 2009)
- 1997 André Sentenac
- 1996 Stanley Prusiner (Giải Nobel Sinh lý và Y khoa 1997) và Charles Weissmann
- 1995 Moshe Yaniv
- 1994 Ralph Brinster và Richard Palmitier
- 1993 Andrée Tixier-Vidal
- 1992 Raymond Devoret và Miroslav Radman
- 1991 Jean-Charles Schwartz
- 1990 Jeff Schell và Marc Van Montagu
- 1989 Marc Chabre
- 1988 David Sabatini
- 1987 Paul Cohen
- 1986 Antonio Garcia-Bellido và Walter Gehring
- 1985 Jean Montreuil
- 1984 John Bertrand Gurdon (Giải Nobel Sinh lý và Y khoa 2012)
- 1983 Michel Lazdunski và Vittorio Luzatti
- 1982 Barbara McClintock (Giải Nobel Sinh lý và Y khoa 1983)
- 1981 François Chappeville
- 1980 Philippe L'Héritier
- 1979 David Blow và David Phillips
- 1978 Roger Monier và Piotr Slonimski
- 1977 Walter Gilbert (Giải Nobel Hóa học1980), Mark Ptashne và Evelyn Witkin
- 1976 Jean-Pierre Ebel và Élie Wollman
- 1975 Sydney Brenner (Giải Nobel Sinh lý và Y khoa 2002) và Seymour Benzer
- 1974 Georges Cohen
- 1973 Jacques Oudin
- 1972 Robert W. Briggs và Thomas J. King
- 1971 Boris Ephrussi
- 1970 Raymond Latarjet
- 1969 Jean Brachet
- 1968 François Gros
- 1967 Marschall Nirenberg (Giải Nobel Sinh lý và Y khoa 1968)
- 1966 Marianne Grunberg-Manago
- 1965 Honor Bridget Fell
- 1964 André Lwoff (Giải Nobel Sinh lý và Y khoa 1965)
- 1963 Erwin Chargaff
- 1962 François Jacob (Giải Nobel Sinh lý và Y khoa 1965) và Jacques Monod (Giải Nobel Sinh lý và Y khoa 1965)
- 1961 Francis Crick (Giải Nobel Sinh lý và Y khoa 1962)